# Kaliakra Kawarna
Kaliakra Kawarna (bułg. ПФК Калиакра Каварна) – bułgarski klub piłkarski z siedzibą w Kawarnie.

## Historia
Chronologia nazw:
- 1922: SK Kaliakra (bułg. СК Калиакра)
- 1923—192?: Wenus Wenera (bułg. Венус (Венера))
- 1934—1938: Bizone (bułg. Бизоне)
- 1940—1942: SK Dobroticz Kawarna (bułg. СК Добротич Каварна)
- 1943—1944: SK Kaliakra Kawarna (bułg. СК Калиакра Каварна)
- 1945—1946: SK Spartak Kawarna (bułg. СК Спартак Каварна)
- 1947—1948: SK Kaliakra Kawarna (bułg. СК Калиакра Каварна)
- 1949—1956: SK Czerweno zname Kawarna (bułg. СК Червено знаме Каварна)
- 1957—1984: SK Kaliakra Kawarna (bułg. СК Калиакра Каварна)
- 1985—...: FK Kaliakra Kawarna (bułg. ПФК Калиакра Каварна)

Klub sportowy Kaliakra został założony w 1922 roku. W następnym roku zmienił nazwę na Wenus Wenera, ale funkcjonował przez niewiele lat. Po zakończeniu rumuńskiej okupacji w 1934 powstał nowy klub o nazwie Bizone od nazwy greckiej osady dawniej istniejącej w Kawarnie. W 1938 klub został rozformowany. W 1940 ponownie założony klub sportowy Dobroticz, który w 1943 zmienił nazwę na Kaliakra. Po przyjściu władz komunistycznych w Bułgarii klub był zmuszony zmienić nazwę na wzorzec radziecki - Spartak. W 1949 ponownie zmienił nazwę na Czerweno zname. Dopiero od 1957 występuje pod obecną nazwą. 
Przez długi czas klub zmagał się w niższych ligach bułgarskich. Dopiero w 1980 drużyna zdobyła awans do II ligi bułgarskiej. Debiut nie był udany - klub w sezonie 1980/81 spadł z Grupy B. Pobyt w III lidze był krótki - w następnym sezonie powrócił do Grupy B. W sezonie 1982/83 klub ponownie spadł do III ligi.
Po 22 latach, spędzonych w III lidze mistrzostw Bułgarii, w 2004 klub ponownie awansował do Grupy B. W sezonie 2009/10 klub zajął 1. miejsce w zachodniej Grupie B i zdobył awans do I ligi bułgarskiej.

## Sukcesy
- mistrz Grupy B: 2010
- półfinalista Pucharu Bułgarii: 2008, 2010

## Stadion
Stadion Miejski w Kawarnie może pomieścić 5,000 widzów (siedzących miejsc).